# Мисайлівська сільська рада
| Мисайлівська сільська рада — колишній орган місцевого самоврядування у Богуславському районі Київської області з адміністративним центром у с. Мисайлівка. Водоймища на території, підпорядкованій даній раді: р. Рось. Сільській раді підпорядковані населені пункти: - с. Мисайлівка - с. Чайки |

## Склад ради
Рада складалася з 16 депутатів та голови.

### Керівний склад ради
| ПІБ                        | Основні відомості                                                 | Дата обрання | Дата звільнення |
| -------------------------- | ----------------------------------------------------------------- | ------------ | --------------- |
| Совенко Михайло Андрійович | Сільський голова, 1959 року народження, освіта, безпартійний      | 26.03.2006   | 31.10.2010      |
| Совенко Михайло Андрійович | Сільський голова, 1959 року народження, освіта вища, безпартійний | 31.10.2010   |                 |

Примітка: таблиця складена за даними джерела